# Killing Eve
Killing Eve est une série télévisée américano-britannique en 32 épisodes de 42 minutes développée par Phoebe Waller-Bridge et produite pour la chaîne américaine BBC America qui l'a diffusée entre le 8 avril 2018 et le 10 avril 2022. Au Royaume-Uni, elle a été diffusée à partir du 15 septembre 2018 sur BBC One.
La série est une adaptation de la série littéraire Codename Villanelle de Luke Jennings.
En France, elle est diffusée depuis le 13 septembre 2018 sur Canal+ puis en clair à partir du 12 janvier 2020 sur TF1 Séries Films (chaîne également disponible en Belgique pour les abonnés Voo et Orange), en Belgique sur Be Séries, et au Québec depuis le 6 décembre 2018 sur le Club Illico, et à la télévision depuis le 17 octobre 2019 sur AddikTV.

## Synopsis
Eve Polastri est un agent du MI-5 chargée d'enquêter et d'arrêter la terrible et talentueuse Villanelle, une tueuse psychopathe. Mais les deux femmes vont commencer à être obsédées l'une par l'autre. Commence alors un sombre jeu du chat et de la souris.

## Distribution

### Acteurs principaux
- Sandra Oh (VF : Yumi Fujimori) : Eve Polastri
- Jodie Comer (VF : Adeline Chetail) : Villanelle / Oksana Astankova
- Fiona Shaw (VF : Josiane Pinson) : Carolyn Martens
- Kim Bodnia (VF : Féodor Atkine) : Konstantin Vasiliev
- Owen McDonnell (en) (VF : Constantin Pappas) : Niko Polastri (saisons 1 à 3)
- Sean Delaney (VF : Brice Ournac) : Kenny Stowton (saisons 1 à 3)
- Darren Boyd (VF : Laurent Mantel) : Frank Haleton (saison 1)
- David Haig (VF : Patrice Dozier) : Bill Pargrave (saison 1)
- Kirby Howell-Baptiste (VF : Fily Keita) : Elena Felton (saison 1)
- Nina Sosanya (VF : Géraldine Asselin) : Jess (saison 2)
- Edward Bluemel (en) (VF : Julien Allouf) : Hugo (saisons 2 et 4)
- Henry Lloyd-Hughes (VF : Jean-François Cros) : Aaron Peel (saison 2)
- Adrian Scarborough (VF : Jean-Pol Brissard) : Raymond (saison 2)
- Raj Bajaj : Mo Jafari (saison 3)
- Turlough Convery (en) (VF : Stéphane Pouplard) : Bear (saison 3)
- Steve Pemberton : Paul (saison 3)
- Danny Sapani (VF : Thierry Desroses) : Jamie Hawyard (saison 3)
- Harriet Walter (VF : Véronique Augereau) : Dasha (saison 3)
- Gemma Whelan (VF : Chantal Baroin) : Geraldine (saison 3)
- Camille Cottin (VF : elle-même) : Hélène (saisons 3 et 4)
- Anjana Vasan (en) : Pam (saison 4)
- Robert Gilbert : Yusuf (saison 4)
- Laurentiu Possa : Vlad (saison 4)
- Adeel Akhtar : Martin (saison 4, récurrent saison 2)

### Acteurs récurrents
- Yuli Lagodinsky : Irina (saisons 1 et 3)
- Sonia Elliman : Madame Tattevin (saisons 1 et 2)
- Susan Lynch (VF : Odile Cohen) : Anna (saison 1)
- Olivia Ross : Nadia (saison 1)
- Billy Matthews : Dominik Wolanski (saison 1)
- Shannon Tarbet (en) (VF : Anne-Charlotte Piau) : Amber Peel (saison 2)
- Emma Pierson (VF : Nathalie Bienaimé) : Gemma (saison 2)
- Jung Sun den Hollander : Jin / Le fantôme (saison 2)
- Ayoola Smart : Audrey (saison 3)
- Alexandra Roach : Rhian (saison 3)
- Steve Oram (en) : Phil (saison 4)
- Zindzi Hudson : May (saison 4)
- Manpreet Bachu : Elliot (saison 4)
- Anyastassia Melehes : Chloe (saison 4)

### Invités
- Remo Girone (en) : Cesare Greco (saison 1)
- Charlie Hamblett : Sebastian (saison 1)
- Edward Akrout (en) : Diego (saison 1)
- Julian Barratt : Julian (saison 2)
- Zoë Wanamaker : Helen Jacobsen (saison 2)
- Dominic Mafham (en) : Charles Kruger (saison 3)
- Rebecca Saire (en) : Bertha Kruger (saison 3)
- Evgenia Dodina : Tatiana (saison 3)
- Predrag Bjelac : Grigoriy (saison 3)

Source et légende : Version française (VF) sur DSD Doublage.

## Production

### Développement
En novembre 2016, la société britannique Sid Gentle Films annonce l'acquisition des droits d'adaptation de la série de romans Codename Villanelle de Luke Jennings. La chaîne américaine BBC America commande alors une première saison de huit épisodes et choisit Phoebe Waller-Bridge comme show runner de la série.
En mars 2018, la série est sélectionnée pour faire partie de la compétition officielle de la première édition du festival Canneséries.
En avril 2018, BBC America annonce le renouvellement de la série pour une deuxième saison, diffusée au printemps 2019.
Le 8 avril 2019, au lendemain du début de la deuxième saison, la série est renouvelée pour une troisième saison, prévue pour 2020. La production reprend en août, ajoutant Harriet Walter et Danny Sapani à la distribution.
Au début 2020, la série est renouvelée pour une quatrième saison, qui sera la dernière. La production débute à l'été 2021. Un projet de série dérivée est envisagé.
En avril 2022, il a été confirmé qu'un spin-off axé sur les débuts de Carolyn Martens au MI6 en était aux premiers stades de développement.

### Distributions des rôles
En juin 2017, Sandra Oh rejoint la distribution de la série pour le rôle titre d'Eve Polastri. Elle est suivie en fin de mois par Jodie Comer qui signe pour le rôle de l'assassin Villanelle.
Au cours de l'été 2017, Kirby Howell-Baptiste signe pour le rôle d'Elena Felton, l'assistante d'Eve.

### Tournage
La production de la série a démarré en août 2017 et s'est déroulée dans plusieurs villes et pays dont Paris, la Toscane, Berlin, en Roumanie, à Cheshunt, à Londres et au studio de West London auxquels sont venus s’ajouter l’Espagne (Barcelone, Gérone, Séville) et la Pologne dans la troisième saison.

## Épisodes

### Première saison (2018)
Composée de huit épisodes, elle a été diffusée entre le 8 avril et le 27 mai 2018.
1. Un si joli visage (Nice Face)
2. Ne jamais remettre à plus tard (I'll Deal with Him Later)
3. On se connaît ? (Don't I Know You?)
4. Toutes mes excuses (Sorry Baby)
5. Invité surprise (I Have a Thing About Bathrooms)
6. Derrière les murs (Take Me to the Hole!)
7. Libération (I Don't Want to Be Free)
8. Intense fatigue (God, I'm Tired)

### Deuxième saison (2019)
La diffusion a commencé le 7 avril 2019, sur BBC America.
1. Fuite en avant (Do You Know How to Dispose of a Body?)
2. En toute discrétion (Nice and Neat)
3. La chenille qui fait des trous (The Hungry Caterpillar)
4. Aux grands maux, les grands remèdes (Desperate Times)
5. Le démon sans visage (Smell Ya Later)
6. Sincèrement vôtre (I Hope You Like Missionary!)
7. Voyage à Rome (Wide Awake)
8. À la vie, à la mort (You're Mine)

### Troisième saison (2020)
La première diffusion eu lieu le 12 avril 2020, sur BBC America et AMC.
1. Comme un petit singe (Slowly Slowly Catchy Monkey)
2. Période d'apprentissage (Management)
3. Pas de réunion sans biscuits (Meetings Have Biscuits)
4. Savoir-faire (Still Got It)
5. Bienvenue à Grizmet (Are You From Pinner ?)
6. Fin de la partie (End of Game)
7. Un monstre magnifique (Beautiful Monster)
8. Qui mène la danse ? (Are You Leading or Am I?)

### Quatrième saison (2022)
La diffusion de la quatrième et dernière saison a commencé le 27 février 2022 sur BBC America et le 28 février 2022 sur Canal+.
1. Baptisez-moi ! (Just Dunk Me)
2. Ne vous faites pas dévorer (Don't Get Eaten)
3. Psychanalyse (A Rainbow in Beige Boots)
4. Sur un air de salsa (It's Agony and I'm Ravenous)
5. Ne pas s'attacher (Don't Get Attached)
6. Tourner la page (Oh Goodie, I'm The Winner)
7. Tant que la mort est belle (Making Dead Things Look Nice)
8. Salut les Losers ! (Hello, Losers)

## Réception critique

### Saison 1
La première saison reçoit un accueil très positif de la part de la critique américaine. Sur le site agrégateur de critiques Rotten Tomatoes, elle recueille 97 % de critiques positives, avec une note moyenne de 8,35/10 sur la base de 76 critiques collectées.
Le consensus critique établi par le site résume que Killing Eve est séduisante et surprenante. Pour les critiques, la vision de l'intrigue « espion contre espion » de la série offre un divertissement audacieux qui fait bon usage du talent de Sandra Oh. Sur Metacritic, la saison obtient la note de 83/100 basée sur 22 critiques collectées.
Jenna Scherer écrit dans Rolling Stone que Killing Eve est « hilarant, sanglant et inclassable », « une histoire élégante d'obsession et de psychopathie pleine de vie et d'une chaleur désarmante », ajoutant que la série « ébranle toutes les règles de la télévision » par son « humour pince-sans-rire, sa tension au fil du rasoir, son sex-appeal et sa violence latente ». Hanh Nguyen écrit dans IndieWire que l'un des aspects les plus attrayants de la série est la façon dont elle contredit les attentes du spectateur, menant à « une surprise et un ravissement constants. » Troy Patterson écrit dans The New Yorker que l'histoire se passe des conventions du genre et que la série triomphe à « réconcilier l'excentrique et l'intime », ajoutant que « l'évitement du postulat de base dans le style de Jason Bourne, infléchi par un ton pour le moins étrange, produit une nouvelle représentation de la peur et du chagrin ». Au moment où Sandra Oh était désignée meilleure actrice dans une série par le magazine Vulture, en juin 2018, Matt Zoller Seitz écrit qu'il n'existe pas de précédent de série poussant autant à l'extrême la comédie et le thriller. Mike Hale reconnaît dans le New York Times que « les scènes et les personnages ont un rendu différent que ce à quoi l'on est habitué », avec un style comique différent. Il déclare également, en désaccord avec la plupart des critiques, être « autant conscient de la convergence [de la série] avec les exemples du genre que de ses différences », tout en citant Berlin Station, Nikita, Covert Affairs ou encore Homeland.
Scherer décrit par ailleurs la série comme une prise de pouvoir féminine sur un genre traditionnellement masculin. Dans la même veine, Melanie McFarland écrit dans Salon que la série « colle parfaitement à l'ère MeToo » en « comblant le désir de chacun de voir des porcs misogynes recevoir ce qu'ils méritent » tout en s'intéressant à la problématique de la confiance entre les femmes en montrant « les dangers et la puissance de la solidarité féminine mais aussi sa complexité et son absence de garanties ». Willa Paskin écrit également dans Slate que la série raconte « les véritables dangers qu'il y a à sous-estimer les femmes : ne pas voir la femme qui peut tuer, sous-estimer la femme qui peut l'arrêter ». Elle ajoute que « le coeur de la série est la façon dont le style et le sexe de Villanelle, sa féminité, empêche nos cerveaux acculturés d'être aussi terrifiés par elle qu'ils devraient l'être ». Dans le New Yorker, Jia Tolentino a rappelé que même si les femmes substituent les hommes dans tous les rôles importants, et que ces derniers sont stéréotypés, les personnages féminins sont profondément étranges. Elle fait cependant valoir que Killing Eve « n'est pas construite autour de l'idée de la femme, mais autour de ces deux personnages féminins, qui sont différentes des autres par leur étrangeté intérieure et leurs fluctuations ». Elle rajoute qu'un point marquant de la série est son changement constant de ton et de rythme, l'intérêt venant alors plutôt « du schéma que de sa résolution ».
Ben Goldberg écrit dans Into que la série « ne définit pas catégoriquement la sexualité de ses personnages, mais contrairement aux séries pratiquant du queerbaiting sur son public, Killing Eve n'a pas besoin de mettre une étiquette sur la relation entre Eve et Villanelle pour qu'elle soit identifiable », ajoutant que la série « ne cherche pas à éviter l'attirance sexuelle entre ses deux personnages principaux, mais complique cette narration à chaque évolution de l'intrigue ». Hannah Giorgie écrit dans The Atlantic que l'une des plus grandes réussites de la série est « à quel point elle parvient à rendre son personnage de méchant attirant, pour Eve comme pour le public », ajoutant que « le personnage de Villanelle subvertit les stéréotypes féminins en se découpant une place à part dans le modèle canonique du serial killer ».

### Saison 2
Sur Rotten Tomatoes la deuxième saison de Killing Eve reçoit 94 % de critiques positives sur la base de quarante votes, avec une moyenne de 8,22/10. Le consensus critique indique notamment qu'avec « son titillant jeu du chat et de la souris toujours chevillé au corps, Killing Eve revient dans une seconde saison captivante qui met la barre encore plus haut, avec un humour noir hilarant et une dynamique fascinante entre ses protagonistes, consolidant sa position parmi les meilleurs thrillers d'espionnage du moment ». Sur Metacritic, la série obtient une note moyenne de 87/100 basée sur dix-neuf critiques.
Chitra Ramaswamy écrit dans The Guardian que la série « déterre les vieux tropismes sexistes des thrillers d'espionnage pour les rempoter sous la forme de plaisanteries féministes, foutage de gueule adressé au patriarcat, meurtres de mauvais goût et efflorescences d'alchimie sapphique ». En décrivant comment Villanelle « fait ce qu'elle sait faire de mieux, exploiter la misogynie de la société en s'en faisant passer pour une victime », Emily Nussbaum écrit dans le New Yorker que le concept fort qui sous-tend la série est que « la féminité est par essence une forme de sociopathie qui, si elle est bien maîtrisée, peut devenir une source de pouvoir ultime ». Natalie Adler défend cependant dans BuzzFeed que « le thème de la série n'est pas le pouvoir de la féminité, mais celui de la fem, sa cruauté, sa traîtrise, un pouvoir explicitement queer, qui ne supporte pas les hommes cisgenre ».
Angelica Jade Bastien écrit dans Vulture qu'avec la nouvelle scénariste et show runner Emerald Fennell, « la deuxième saison échange l'intelligence mordante et acérée de sa créatrice, Phoebe Waller-Bridge, contre quelque chose de plus criard et effrayant », décrivant la consommation effrénée de vêtements et de nourriture comme une sublimation du désir « s'intégrant à ce que la série offre de plus proche d'une vraie relation sexuelle entre les deux femmes ». Elle note également que « Killing Eve doit beaucoup au genre du film noir, dont la pierre angulaire est la façon donc les gens en proie au désir perdent leur âme, mais ici on a un film noir avec la substance d'un conte de fées ».

### Saison 3
L'approbation tombe à 80% sur Rotten Tomatoes pour 159 critiques dont la moyenne est 6,75/10. Le site met en exergue un consensus selon lequel « bien que la troisième saison de Killing Eve perde en profondeur, elle reste une mise en valeur diablement réjouissante pour l'alchimie meurtrière de Jodie Comer et Sandra Oh » 
Sur Metacritic, son score moyen pondéré est 63/100 sur la base de 16 critiques, rentrant dans la catégorie « critiques généralement favorables ».

### Saison 4
La finale de la série a été diffusée le 10 avril 2022, recevant "beaucoup" de réactions négatives de la part de ses fans et a par conséquent été rapidement classée sur les pires listes de finales télévisées. Jennings, dans un article pour The Guardian, a consolé les fans contrariés, jugeant la fin, "une révérence à la convention". Avant le tournage, la quatrième série a connu un contrecoup plus tôt lorsque Kayleigh Llewellyn a tweeté une capture d'écran d'un appel Zoom avec les autres scénaristes de la quatrième série. Cela a conduit à critiquer le manque de diversité dans la salle de l'écrivain, étant donné que l'un des chefs de file du programme était une femme asiatique.

### Classements
Début décembre 2018, le site Metacritic annonce que Killing Eve est la série ayant été comptabilisée le plus de fois dans les Top 10 de l'année 2018 effectués par des critiques indépendants.
En novembre 2018, Killing Eve est ainsi classée meilleure série de l'année 2018 par le Time magazine, Judy Berman y écrivant que « les personnages sont multidimensionnels mais incomplets, leur obsession mutuelle étant nourrie par le sentiment que chacune des deux femmes possède quelque chose de crucial qui fait défaut à l'autre ». Le New York Post en fait quant à lui sa troisième meilleure série de l'année 2018 pour son écriture brillante et son interprétation nuancée. Le magazine Paste classe la série deuxième des 25 meilleures séries de l'année 2018 et la nomme « meilleure nouvelle série de l'année ».
En décembre 2018, le Guardian nomme Killing Eve meilleure série 2018 en la décrivant comme « un exercice funambule de détournement qui trompe les attentes d'un genre éventé », et ajoute que la série « mélange les genres - thriller d'espionnage, comédie, action, chronique professionnelle, et... mascarade, le tout sans tomber dans la confusion ». Le New York Times a ajouté la série à sa liste des meilleures séries télévisées de 2018, ajoutant que la série est « imprégnée du brio d'une comédie noire bien que la longueur de ses épisodes la rattache plutôt au genre policier ». Le magazine classe également le jeu des deux actrices principales à sa liste des meilleures performances de l'année en notant que « ces deux femmes sont inventives dans leur façon d'être drôle dans un thriller » et « rendent l'humiliation ordinaire plus mortelle qu'une balle ». La chaîne NPR ajoute la série à sa liste des meilleurs séries de l'année, en faisant « le récit le plus étrange et fascinant sur l'attirance des opposés à la télévision cette année ».
Le Washington Post classe Killing Eve troisième meilleure série de l'année la qualifiant de « succès inattendu parfaitement rythmé ». USA Today la classe cinquième, faisant remarquer que « la série prend complètement le spectateur par surprise, de son écriture à son jeu d'acteur, sa direction et ses têtes d'affiche ». Vulture la classe septième au classement des 10 meilleures séries de 2018 soulignant l'audace et l'énergie féminine de la série. TV Guide classe les performances d'actrices de Sandra Oh et Jodie Comer deuxièmes sur sa liste des meilleures performances de l'année dans une série, ajoutant que Killing Eve est présente sur toutes les listes des meilleures séries de l'année 2018. Vanity Fair classe la série deuxième des meilleures séries de l'année, ajoutant que « regarder Killing Eve est l'équivalent d'une vaporisation de désinfectant anti-tropismes éventés de séries dramatiques directement dans le cerveau », invitant les spectateurs à « venir pour la comédie noire et rester pour le style ».
Le magazine Rolling Stone classe la série quatrième meilleure série 2018, la décrivant comme « excitante et terrifiante, tout en laissant de la place au badinage et à de fines observations sur la façon dont les femmes interagissent entre elles ». IndieWire classe Killing Eve quatrième meilleure série de l'année, ajoutant qu'en « explorant l'identité et les désirs inavoués, la série fait ressortir des pulsions qu'elle ne manque jamais de pousser à l'extrême » et que « l'humour noir outrancier et souvent décalé ne fait que davantage ressortir le charme transgressif de la série ». Livingly Media classe la série troisième de sa liste des séries de l'année, la disant « remplie de dialogues badins et d'observations acérées sur les interactions féminines dans un environnement de plus en plus destructeur ». Mashable classe quant à lui la série quatrième meilleure nouvelle série 2018, louant les deux actrices principales et ajoutant que la série est « exactement le délire psychosexuel bizarre dont 2018 avait besoin ».

## Audiences
| Saisons | Diffusion            | Nombre d'épisodes | Lancement       | Lancement       | Final         | Final           | Téléspectateurs (en moyenne) |
| Saisons | Diffusion            | Nombre d'épisodes | Date            | Téléspectateurs | Date          | Téléspectateurs | Téléspectateurs (en moyenne) |
| ------- | -------------------- | ----------------- | --------------- | --------------- | ------------- | --------------- | ---------------------------- |
| 1       | Dimanche à 20 heures | 8                 | 8 avril 2018    | 423 000         | 27 mai 2018   | 701 000         | 491 000                      |
| 2       | Dimanche à 20 heures | 8                 | 7 avril 2019    | 403 000         | 26 mai 2019   | 367 000         | 398 000                      |
| 3       | Dimanche à 20 heures | 8                 | 12 avril 2020   | 443 000         | 31 mai 2020   | 393 000         | 376 000                      |
| 4       | Dimanche à 20 heures | 8                 | 27 février 2022 | 435 000         | 10 avril 2022 | 354 000         | 324 000                      |

## Distinctions
Sauf indication contraire, les informations mentionnées dans cette section peuvent être confirmées par la base de données cinématographiques IMDb,  présente dans la section « Liens externes ».

### Récompenses
- Television Critics Association Awards 2018 : meilleure nouvelle série.
- British Academy Television Awards 2019 : Meilleure actrice dans une série télévisée dramatique pour Jodie Comer
- Golden Globes 2019 : meilleure actrice dans une série dramatique pour Sandra Oh.
- Emmy Awards 2019 : Meilleure actrice pour Jodie Comer
- British Academy Television Awards 2019 : Meilleure actrice dans un second rôle pour Fiona Shaw

### Nominations
- Festival Canneséries 2018 : Meilleure série
- Gold Derby Awards 2018 :
  - meilleure série dramatique
  - meilleure actrice dans une série dramatique pour Sandra Oh et Jodie Comer
- Television Critics Association Awards 2018 :
  - meilleure série dramatique
  - programme de l'année
  - meilleure interprétation dans une série dramatique pour Sandra Oh et Jodie Comer
- Primetime Emmy Awards 2018 :
  - meilleur scénario pour une série dramatique pour Phoebe Waller-Bridge (pour l'épisode 1, saison 1 : Un si joli visage)
  - meilleure actrice dans une série dramatique pour Sandra Oh
- Golden Globes 2020 :
  - Meilleure série dramatique
  - Meilleure actrice dans une série dramatique pour Jodie Comer
- Primetime Emmy Awards 2020 :
  - Meilleure série télévisée dramatique
  - Meilleure actrice dans une série dramatique pour Jodie Comer et Sandra Oh
  - Meilleure actrice dans un second rôle dans une série dramatique pour Fiona Shaw
- Golden Globes 2021 : Meilleure actrice dans une série dramatique pour Jodie Comer